# John Hiatt
John Hiatt (Indianapolis, 1952. augusztus 20. –) amerikai énekes, dalszerző. Hiatt albumain számos zenei stílus megjelenik. Tizszer jelölték Grammy-díjra, és számos más kitüntetést is kapott.

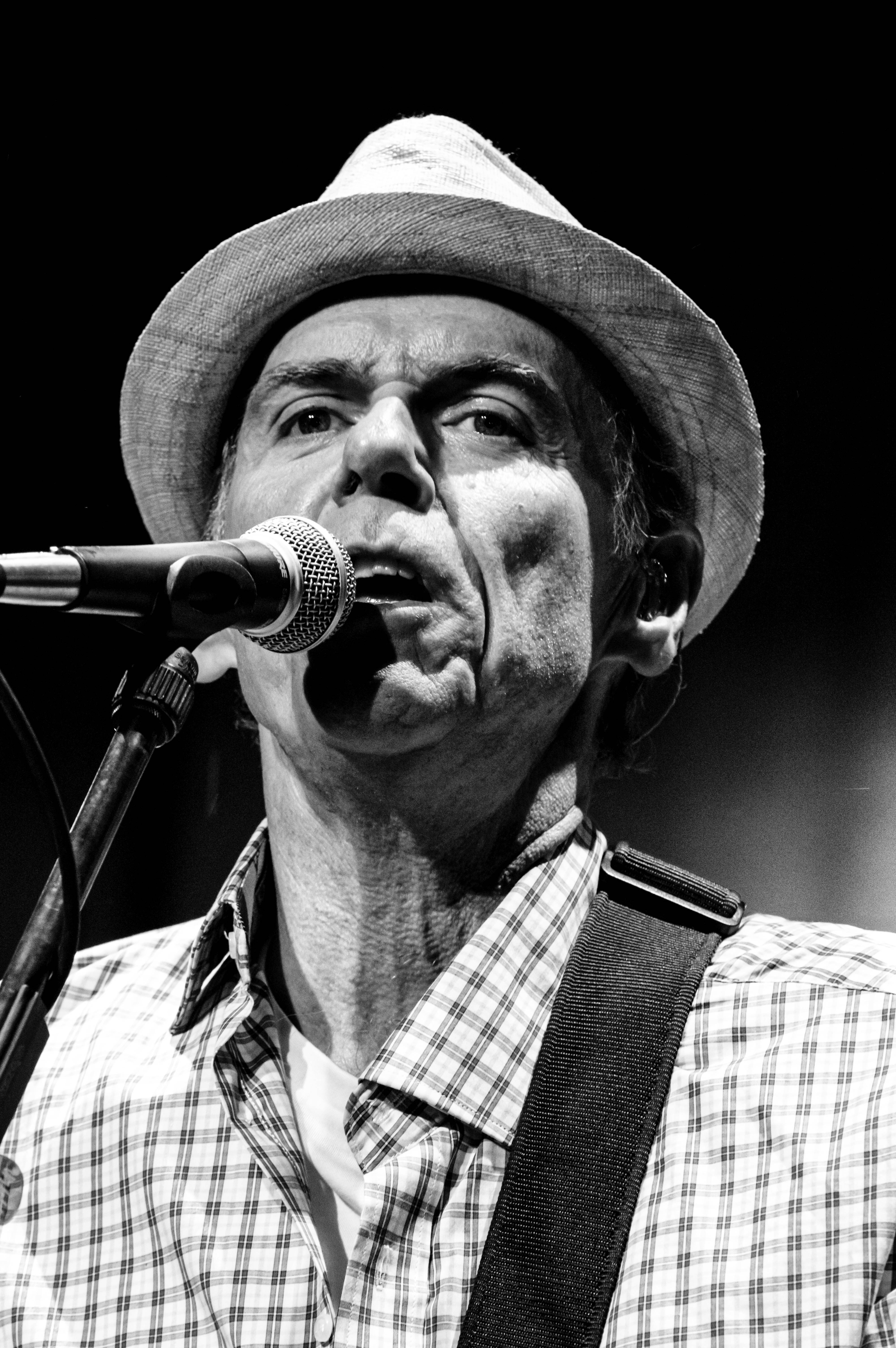

## Pályafutása
Hiatt hét gyermek közül a hatodikként született. Amikor kilencéves volt, Hiatt huszonegyéves testvére, Michael öngyilkos lett. Két évvel később édesapja hosszú betegség után meghalt. Hogy meneküljön ifjúkora stressze elől, az IndyCar versenyeit nézte, Elvis Presleyt, Bob Dylant dalait és bluest hallgatott. Fiatalkorában Hiatt, ő és több haverja elloptak egy Ford Thunderbirdot, a tulajdonosok elkapták, de megúszta, mert stopposnak adta ki magát.
Tizenegy évesen tanult meg gitározni. John Hiatt első zenei élményeit középiskolai zenekarokban szerezte. Tizennyolcévesen Nashville-be költözött, ahol dalszerzőként egy zenei kiadóhoz szerződött és a helyi klubéletben játszott. Miután a „Sure As I'm Sittin' Here” című dala a Top 40-be került, szerződést kötött vele Epic Records. Ekkor két nagylemeze is készült, de az eladások csalódást okoztak.
Hiatt elhagyta Nashville-t és Los Angelesbe költözött. Leo Kottke gitáros révén szerződést kapott az MCA Records kiadótól. Ismét két albuma készült, és az eladási adatok ismét gyengék voltak – a jó kritikák ellenére. Az évtized végén ismét szerződés nélkül maradt.
1980-ban Hiatt csatlakozott Ry Cooderhez. Olyan neves zenészek, mint Dave Edmunds, Rosanne Cash és Ry Cooder is egyre gyakrabban nyúltak anyagaihoz, és figyelemre méltó sikereket értek el velük. Dalszerzőként ismert lett, és új lemezszerződést kapott 1981-ben, de első két album ismét megbukott. Hiatt (aki kora ifjúsága óta ivott), egyre inkább elvesztette az uralmát önmaga felett. 
1985-ben második felesége öngyilkos lett. Egy következő album elkészülte után rehabilitáción esett át.
1986-ban újra megnősült, és újabb szerződést kötött, ezúttal az A&M Recordsszal. Felvette a „Bring The Family” című nagylemezt Ry Cooderrel, Nick Lowe-val és Jim Keltnerrel; at album kis híján bekerült a legjobb 100 közé. Ez volt első sikere. A következő album, a „Slow Turning” már a 98. helyet érte el.
1991-ben Hiatt, Cooder, Lowe és Keltner megalakították a Little Village együttest. Miután csak egy azonos nevű albumot készítettek, szétváltak. John Hiatt szólóalbumokat készített, amelyek és szokás szerint a listák középső pozícióit értek el.
1995-ben a Capitol Recordhoz költözött. Ismét jó minőségű albumai jelentek meg, de nagy eladási sikert ezeknek nem sikerült elérniük, miként aztán 2000-ben Vanguardra való átállással sem.
John Hiatt lánya, Lilly Hiatt, maga is elismert zenész.

## Albumok
- Hangin' Around the Observatory (1974)
- Overcoats (1975)
- Slug Line (1979)
- Two Bit Monsters (1980)
- All of a Sudden (1982)
- Riding with the King (1983)
- Warming Up to the Ice Age (1985)
- Bring the Family (1987)
- Slow Turning (1988)
- Stolen Moments (1990)
- Perfectly Good Guitar (1993)
- Walk On (1995)
- Little Head (1997)
- Crossing Muddy Waters (2000)
- The Tiki Bar is Open (2001)
- Beneath This Gruff Exterior (2003)
- Master of Disaster (2005)
- Same Old Man (2008)
- The Open Road (2010)
- Dirty Jeans and Mudslide Hymns (2011)
- Mystic Pinball (2012)
- Terms of My Surrender (2014)
- The Eclipse Sessions (2018)
- Leftover Feelings – with the Jerry Douglas Band (2021)

## Díjak
- 2000: Nashville Music Awards: az év előadója, dalszerzője
- 2008: Americana Music Association: dalszerző életműdíj
- 2008: Nashville Songwriters Hall of Fame
- 2019: BMI Troubador Award

## Fordítás
Ez a szócikk részben vagy egészben  a   John Hiatt című német Wikipédia-szócikk ezen változatának fordításán alapul.  Az eredeti cikk szerkesztőit annak laptörténete sorolja fel. Ez a jelzés csupán a megfogalmazás eredetét és a szerzői jogokat jelzi, nem szolgál a cikkben szereplő információk forrásmegjelöléseként.